# Мост королевы Софии
Мост королевы Софии — мост через реку Гвадалквивир в городе Севилье, назван в честь королевы Испании Софии.

## История
Мост был построен в 1991 году в рамках работ по улучшению инфраструктуры, проведенных в городе в связи с проведением Всемирной выставки 1992 года. Необходимость строительства нового мостового перехода обусловлена тем, что трафик моста Хуан-Карлоса I превышал его расчётные показатели. Кроме этого была необходимость дополнительной переправы для удобства въезда в город по новой кольцевой автодороге вокруг Севильи SE-30.

## Характеристика
Мост был построен трёхполосным, однако вскоре выяснилось, что этого недостаточно для большого автомобильного трафика. Поэтому были уменьшены технические зоны и уменьшена ширина полос, что позволило организовать движение по четырём полосам в сторону Севильи. Движение в обратную сторону организовано по мосту Хуан-Карлоса I. 
Начиная с севера города, это шестой из мостов, пересекающих главное русло реки Гвадалквивир. Он является связующим звеном между районом Ремедиос (район, расположенный рядом с Трианой к западу от города), и важными жилыми массивами южной зоны региона Альхарафе (Сан-Хуан-де-Аснальфараче, Майрена-дель-Альхарафе, Томарес Кориа-дель-Рио, Пуэбла-дель-Рио, Паломарес-дель-Рио и других).